# مت سادلر
مت سادلر (انگلیسی: Mat Sadler؛ زادهٔ ۲۶ فوریهٔ ۱۹۸۵) بازیکن فوتبال اهل بریتانیا است.
از باشگاه‌هایی که در آن بازی کرده‌است می‌توان به باشگاه فوتبال نورث‌همپتون تاون، باشگاه فوتبال والسال، باشگاه فوتبال اولدهام اتلتیک، باشگاه فوتبال روترهام یونایتد، باشگاه فوتبال کراولی تاون، باشگاه فوتبال واتفورد، باشگاه فوتبال بیرمنگام سیتی، باشگاه فوتبال شروزبری تاون، و باشگاه فوتبال استوک‌پورت کانتی اشاره کرد.
وی همچنین در تیم‌های ملی فوتبال زیر ۱۷ سال انگلستان، زیر ۱۸ سال انگلستان، و زیر ۱۹ سال انگلستان بازی کرده‌است.